# Kuřim
Kuřim (tjekkisk udtale: [ˈkur̝ɪm] ; tysk: Gurein) er en by i  distriktet Brno-venkov (Brno landdistrikt) i regionen Sydmæhren i Tjekkiet med omkring 11.000 indbyggere. Det er den mest befolkede by i distriktet.

## Geografi
Kuřim ligger omkring 12 km  nord for Brno i Bobrava-højlandet; den østlige del af  kommunens område strækker sig ind i Drahany-højlandet. Det højeste punkt er bakken Kuřimská hora med en højde på 435 moh. Byen ligger ved sammenløbet af bækkene Kuřimka og Luční.

## Historie
Den første skriftlige omtale af Kuřim er fra 1226, da markgreven af Mæhren Ottokar 1. udstedte et charter om betaling af tiende til de hellige Peter og Pauls kirke. Den blev sandsynligvis grundlagt i det 12. århundrede under Přemyslidernes kolonisering. I 1570 blev bebyggelsen forfremmet til købstad, men mistede senere titlen. Den blev igen forfremmet til købstad i 1785.
Den 1. juli 1973 blev Kuřim en by.

## Seværdigheder
Maria Magdalena-kirken blev grundlagt i 1226. Det var oprindeligt en romansk bygning. Efter at den blev brændt ned i Trediveårskrigen, blev den genopbygget i sin nutidige sene barokform i 1766-1772. Præstegården blev også grundlagt i 1226. Den oprindelige trækonstruktion blev genopbygget efter 1806.
Den oprindelige middelalderfæstning ved siden af kirken blev ombygget til en renæssanceresidens i 1592-1594. I dag huser Kuřim Slot en skole, og dens gårdhave bruges til kulturelle formål.
På Kuřimská hora-bakken er et vandkapel af Johannes af Nepomuk, sandsynligvis bygget i 1722. Statuen af Saint Florian på byens torv er fra 1679.